# Barisha (Siria)
Barisha es una localidad que se encuentra dentro de la gobernación de Idlib, en el noroeste de Siria, y en el año 2004 contaba con una población de 1.143 habitantes.
El líder del Estado Islámico, Abu Bakr al-Baghdadi, fue asesinado por las fuerzas especiales estadounidenses en esta localidad el 26 de octubre de 2019.

## Geografía
Barisha se encuentra en la gobernación de Idlib, en las montañas de Ala, cerca de la frontera siria con Turquía. Está en la región central del macizo de piedra caliza del norte de Siria, aproximadamente desde Qalb Loze a través de un valle. El karst de la piedra caliza dejó muchas cuevas pequeñas, algunas de las cuales eran viviendas.
- Datos: Q808207
- Multimedia: Barisha / Q808207